# مخروطية الأجنحة
مخروطية الأجنحة أو غبارية الأجنحة أو ذئاب المن  أو فصيلة كونيوبتيريجيدي (الاسم العلمي: Coniopterygidae)، هي فصيلة من الحشرات المجنحة التابعة لرتبة عرقيات الأجنحة. وتضم حوالي 460 من الأنواع الحية معروفة. ويمكن عادة تحديد أجناس هذه الحشرات الصغيرة بواسطة عدسة اليد وفقاً لنمط التعرق على الجناح، ولكن للتمييز بين الأنواع فأن فحص الأعضاء التناسلية بواسطة المجهر هو ضروري عادة.